# Kestel Çayı
Pour les articles homonymes, voir Kestel.
La rivière de Kestel (Kestel Çayı, Kestel Deresi ou Ilıca Deresi) est un cours d'eau turc coupé par le barrage de Kestel. Au sortir du barrage, la rivière passe près de Bergama et se jette dans la rivière Bakırçay.